# Горове
Горове́ —  село в Україні,  Сумській області, Роменському районі. Населення становить 145 осіб. Входить до складу Роменської міської громади. До 2020 орган місцевого самоврядування - Миколаївська сільська рада.

## Географія
Село Горове розташоване 4,5 км від лівого берега Ромен. На відстані 2.5 розташовані села Калинівка, Миколаївка та Гаї.
Поруч пролягає автомобільний шлях Р60 (Т 1907).

## Історія
- Село постраждало внаслідок геноциду українського народу, проведеного урядом СРСР 1923-1933 та 1946-1947 роках.
- 12 червня 2020 року, відповідно до розпорядження Кабінету Міністрів України № 723-р «Про визначення адміністративних центрів та затвердження територій територіальних громад Сумської області», село увійшло до складу Роменської міської громади[1].
- 19 липня 2020 року, в результаті адміністративно-територіальної реформи та ліквідації Роменського району(1930—2020), увійшло до складу новоутвореного Роменського району[2].